# Wéris
Wéris [weʀis] (en wallon Werisse) est une section de la ville belge de Durbuy située en Région wallonne dans la province de Luxembourg.
C'était une commune à part entière avant la fusion des communes de 1977.
Le village fait partie de l'association qui regroupe les plus beaux villages de Wallonie.

## Étymologie
Le nom de Wéris trouverait son origine dans le vieux nom Wedericia villa signifiant « l'habitation de Wederic ».

## Géographie

### Situation
La section est composée de Morville, Pas-Bayard, Oppagne et Wéris.
Le village se trouve à la limite de la Calestienne et de l'Ardenne où se situe au-dessus de la localité l'important massif boisé du bois de Wéris parsemé d'une multitude de blocs de poudingue. Wéris se situe à 6 km de Barvaux-sur-Ourthe et de la vallée de l'Ourthe et à 7 km d'Érezée et de la vallée de l'Aisne.

## Évolution démographique
- Source: DGS, 1831 à 1970=recensements population, 1976= habitants au 31 décembre

## Histoire
Wéris n’était une commune de la province de Luxembourg que depuis 1839. Elle faisait partie avant cela du département de Sambre-et-Meuse. Elle fut créée sous le régime français par la réunion des localités de Morville, Oppagne, Wenin et Wéris. De 1818 à 1823, le hameau de Biron en fit partie.

## Description

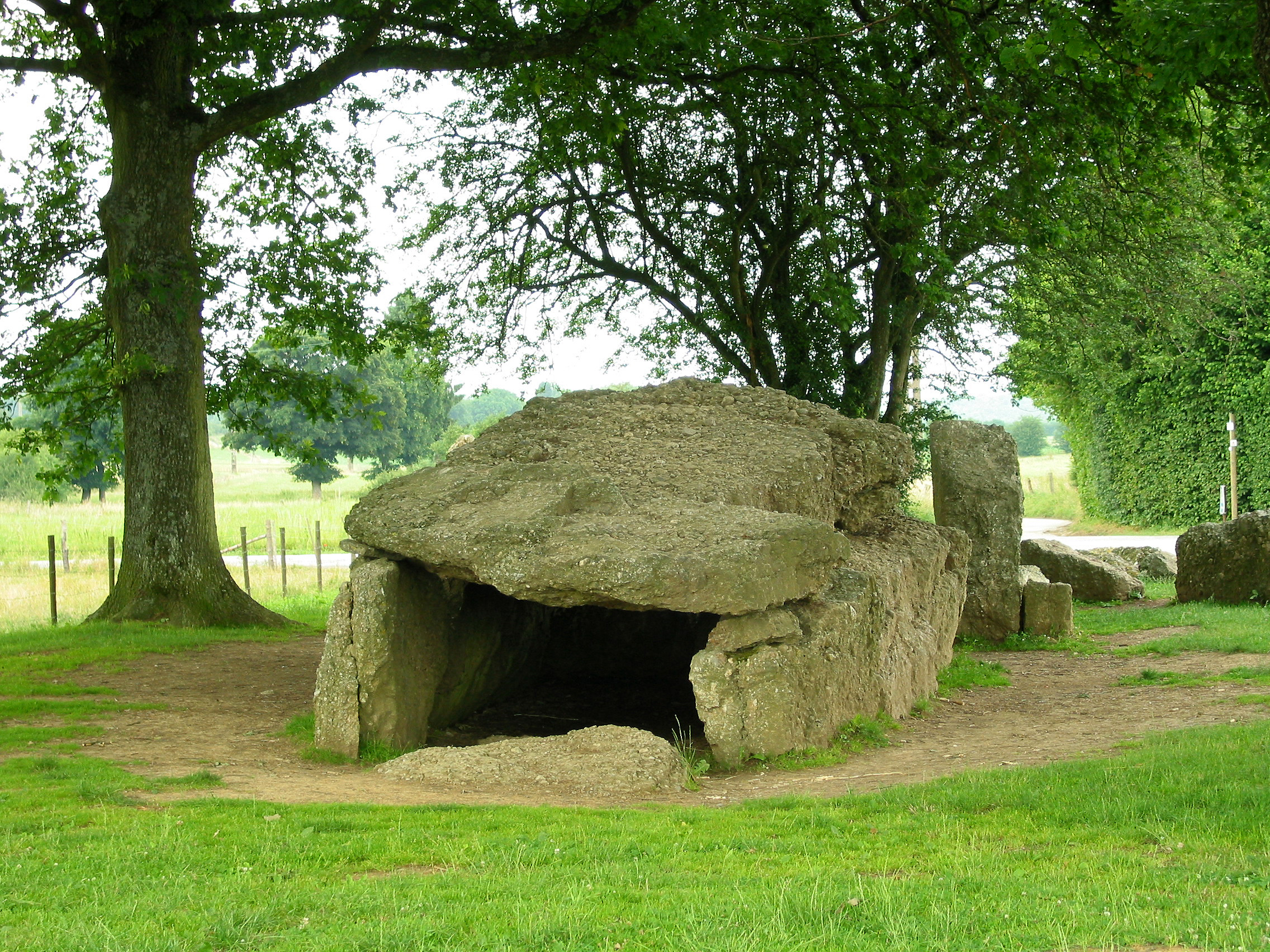
Un des dolmens de Wéris.

Le village est connu pour accueillir sur le plateau sur lequel il se trouve, entre les vallées de l'Ourthe et de l'Aisne, la plus importante concentration de mégalithes (dolmens, menhirs) du pays.
Ces ouvrages sont essentiellement faits de poudingue.
Le village possède en outre une magnifique église du XIe siècle, un château ferme du XVIIe siècle et plusieurs habitations en calcaire, en grès ou en colombage datant pour la plupart du XIXe siècle. Tous ces atouts, la beauté du site, l’unité architecturale de ses maisons ainsi que le soin apporté à leur décoration florale ont grandement contribué à ce que le village soit inscrit dès 1995 sur la liste des Plus beaux villages de Wallonie.

## Patrimoine et culture

### Patrimoine monumental et architectural

#### Mégalithes
Les mégalithes du domaine de Wéris et leur musée.
Les principaux mégalithes sont :
- deux dolmens de type allée couverte,
- plusieurs menhirs,
- la Pierre Haina (pierre à légende, naturelle),
- le Lit du Diable (pierre à légende, naturelle),
- le Pas-Bayard (pierre à légende, naturelle).

#### Église Sainte-Walburge et maison forte
L’église Sainte-Walburge de Wéris est le résultat d’une évolution complexe. Sur des éléments remontant à l’époque romane (XIe siècle et XIIe siècle), la construction a été remise au goût du jour aux XVIIe siècle et XVIIIe siècle, puis fortement restaurée dans le goût « archéologique » au début du XXe siècle. Simple dépendance de la paroisse de Tohogne, l’église Sainte-Walburge est remarquable par sa taille : ses trois nefs laissent supposer une fondation par le détenteur des droits seigneuriaux au XIe siècle, à savoir le comte de Durbuy.
Située à proximité immédiate de l'église, sur la place de la Pierre au no 12, la maison forte était à l'origine un donjon de gros blocs calcaires et moellons de grès et de poudingue datant du XIVe siècle ou XVe siècle.
L'église et la maison forte sont reprises sur la liste du patrimoine immobilier classé de Durbuy.

#### Anciennes fermes et fermettes
Les rues des Dolmens et des Combattants sont les principales voies du village possédant de nombreuses anciennes fermes et fermettes souvent construites en pierre calcaire et pourvues de portes charretières parfois datées. Elles ont été bâties principalement au cours des XVIIIe et XIXe siècles. Quelques-unes possèdent des colombages comme, par exemple, celles situées aux nos 9, 14 et 29 de la rue des Combattants, au no 10 de la rue des Dolmens (en pignon sud) et au no 4 de la rue du Broux. 
Plus ancienne, l'ex-ferme Marchant (appelée aussi château-ferme de Wéris) a été vraisemblablement construite en 1684 par un riche maître de forges, J. M. Marchant, de Mormont. Elle se situe aux nos 16 et 18 de la rue des Combattants. Il s'agit d'un imposant ensemble de bâtiments en pierre calcaire placés en U.

#### Chapelles
Le centre du village possède six petites chapelles :
- au carrefour de la rue des Combattants et de la rue de Marlaine, se trouve une chapelle édifiée dans la seconde moitié du XIXe siècle en brique et pierre de taille avec baies étroites de chaque côté de la porte d'entrée et baie d'imposte triangulaire ornées de vitraux[3],
- à un carrefour, à gauche de la maison sise au no 3 de la rue des Combattants, une chapelle en brique au chevet à pans coupés édifiée dans la seconde moitié du XIXe siècle avec baie d'imposte cintrée[4],
- au pied des rues du Mont et du Broux, une construction contemporaine ouverte en moellons de grès avec, sur la partie droite, une niche hexagonale abritant une statue de la Vierge,
- à l'avant de la partie droite de la fermette située au no 16 de la rue des Dolmens datée de 1877, une petite chapelle ouverte avec une sculpture métallique du sacré-cœur en fronton triangulaire,
- à droite de la fermette située au no 24 de la rue des Dolmens, chapelle en brique et façade enduite,
- la chapelle du cimetière en brique et toiture pentue en ardoises.

#### Autres curiosités
Au pied de la rue du Broux, on peut voir une pompe à eau en fonte de la fin du XIXe siècle bien décorée et placée devant un bac en pierre bleue et un petit plan d'eau qui servait d'abreuvoir au bétail. 
À proximité de la rue de Heyd, le long d'un chemin pavé, se trouve un ancien fournil (four à pains) construit au début du XIXe siècle. Cette modeste construction de couleur blanche possède des colombages sous une toiture d'ardoises brutes et a été restaurée aux alentours de 2000.
Le village possède aussi quelques croix anciennes souvent placées aux carrefours.

## Économie

### Activités
Wéris est un village très vivant et très touristique. La Maison des Mégalithes propose une information sur le site et sur les populations du Néolithique. On y trouve aussi une boutique avec diverses publications, des itinéraires de promenades, des cartes postales, des souvenirs. Au centre du village, plusieurs restaurants, dont un étoilé (1 ) du Guide Michelin, proposent aussi aux promeneurs des cartes bien fournies, ouvertes à tous les portefeuilles.

## Galerie

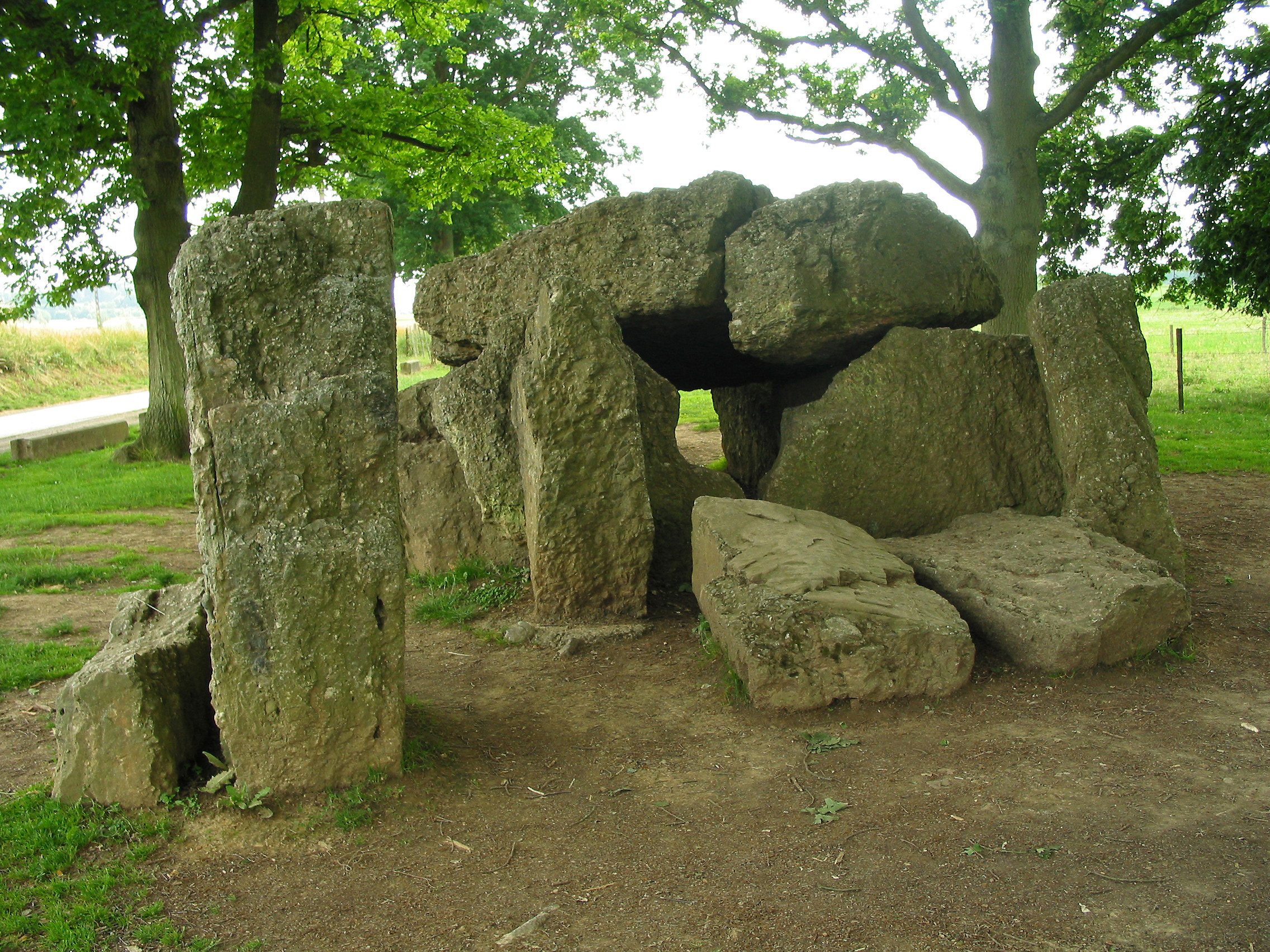
Dolmen.
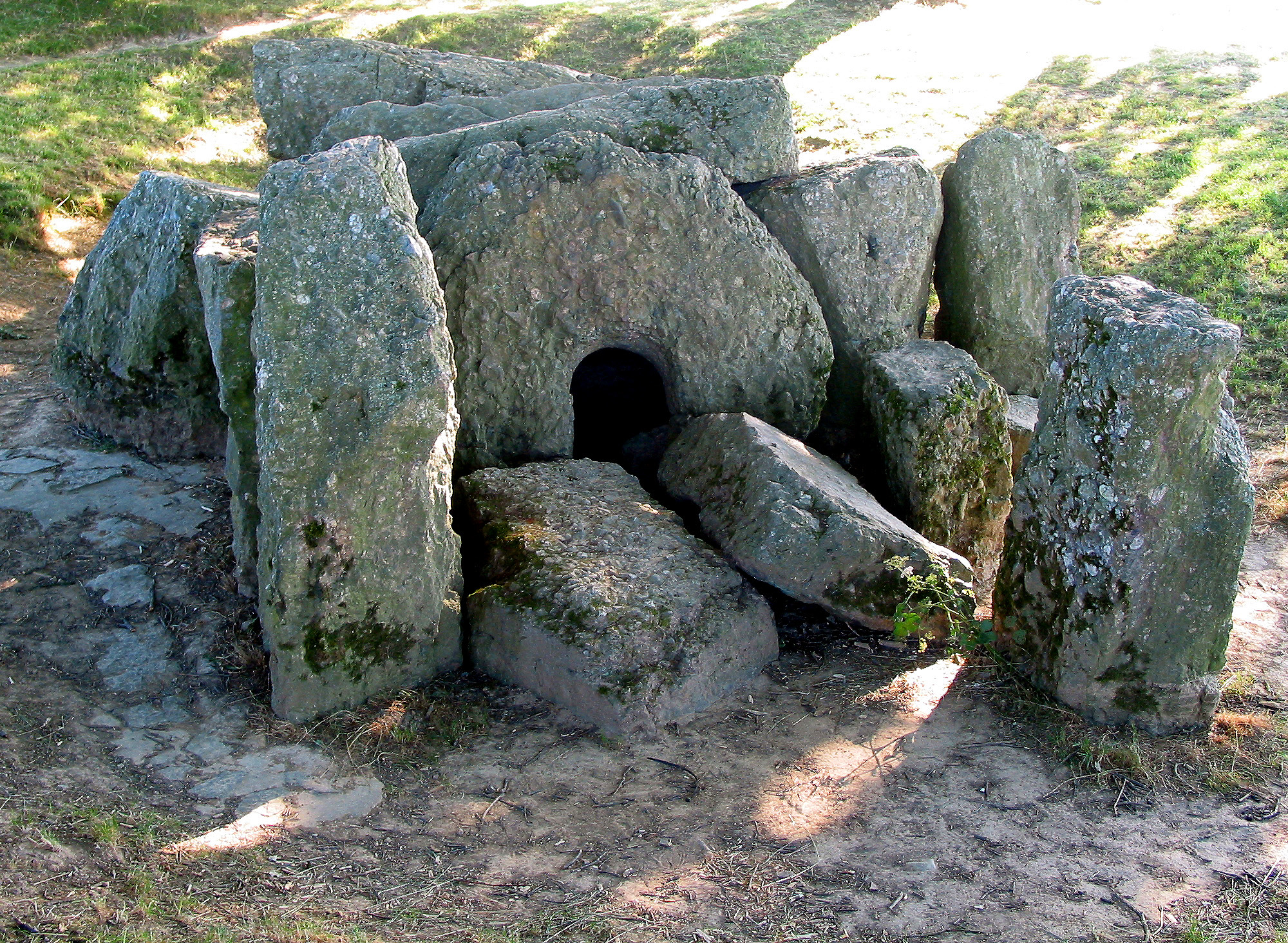
Dolmen.
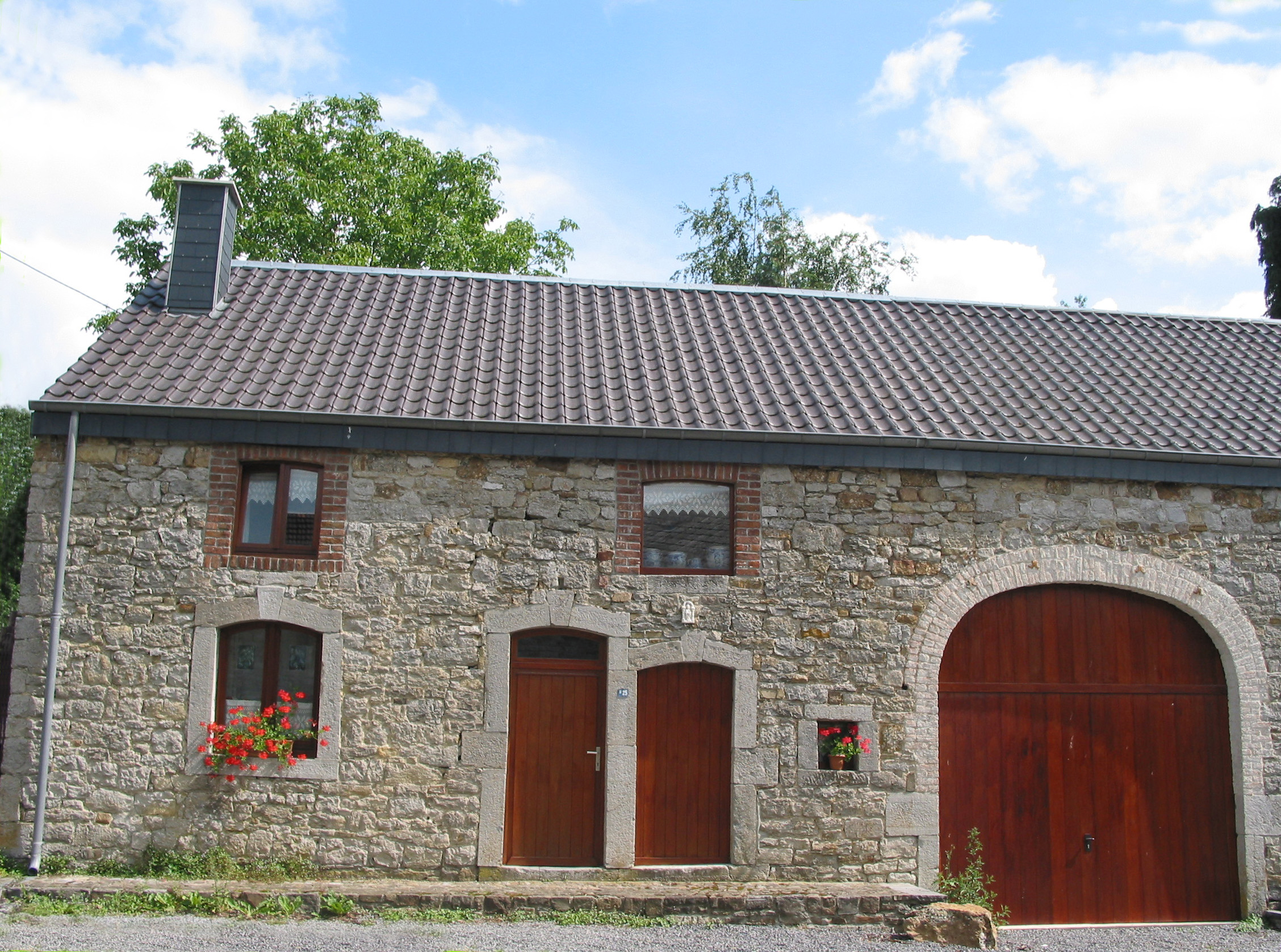
Rue des Combattants, 25.
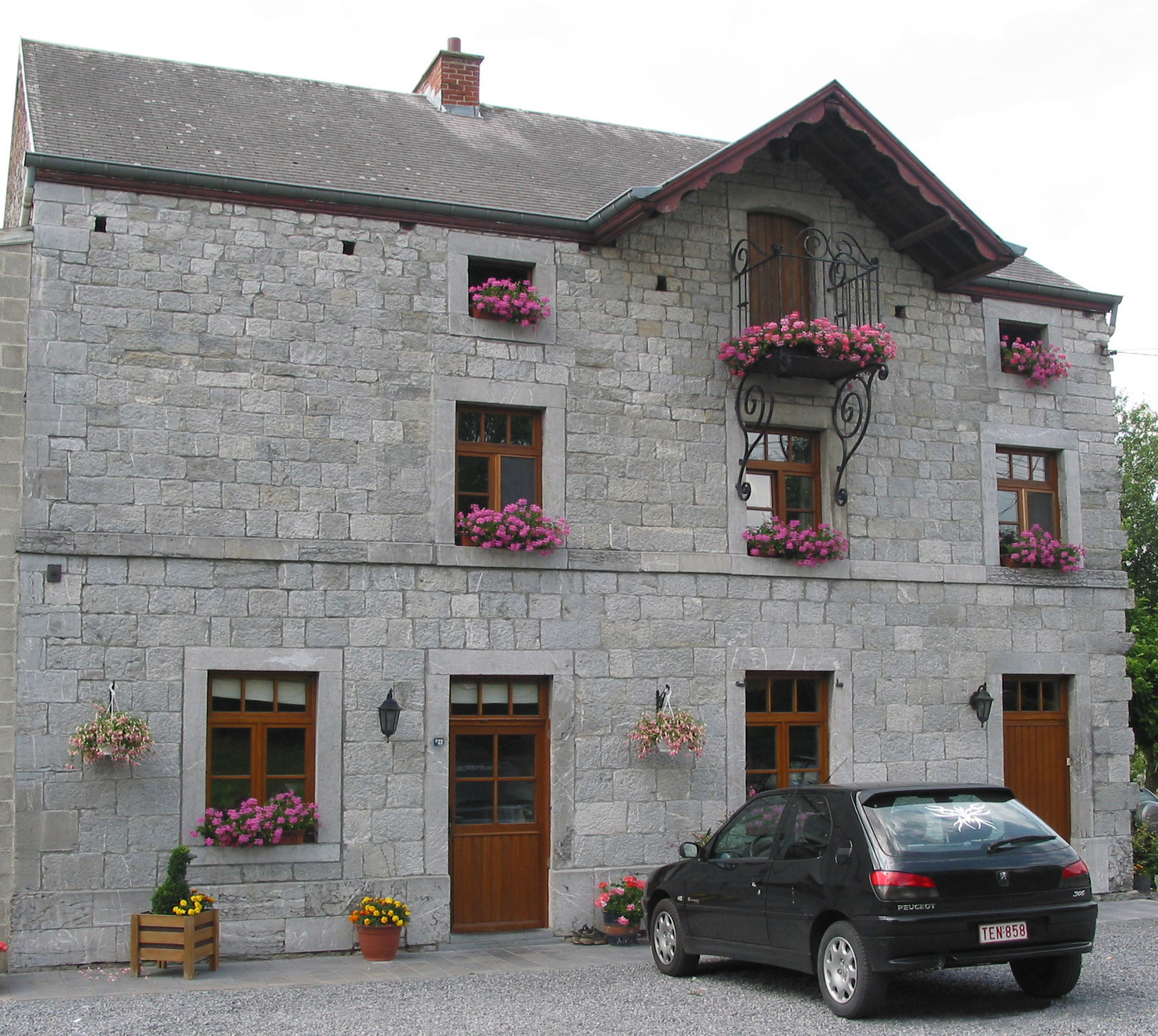
Rue des Combattants, 22.
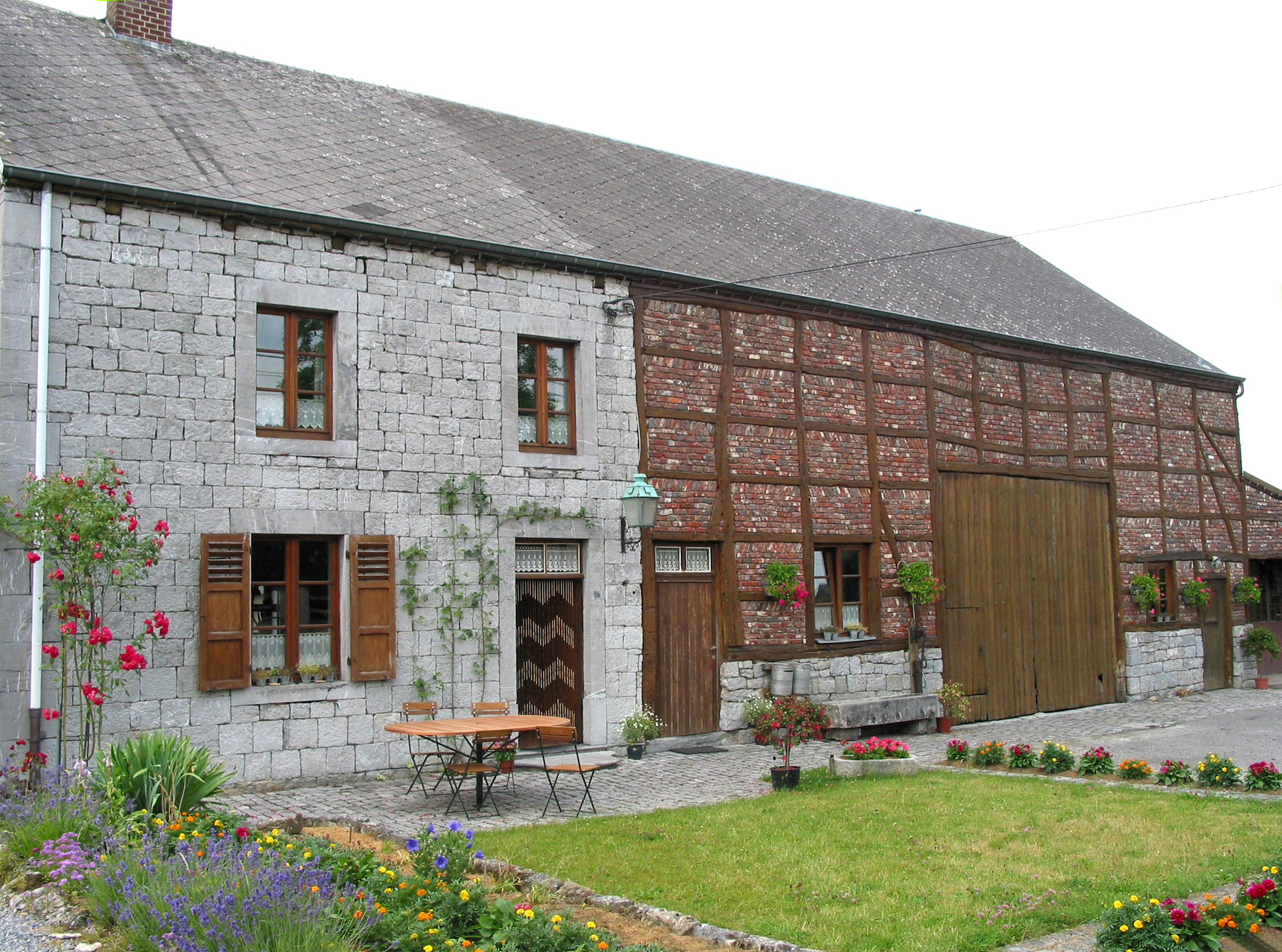
Rue des Combattants, 14.
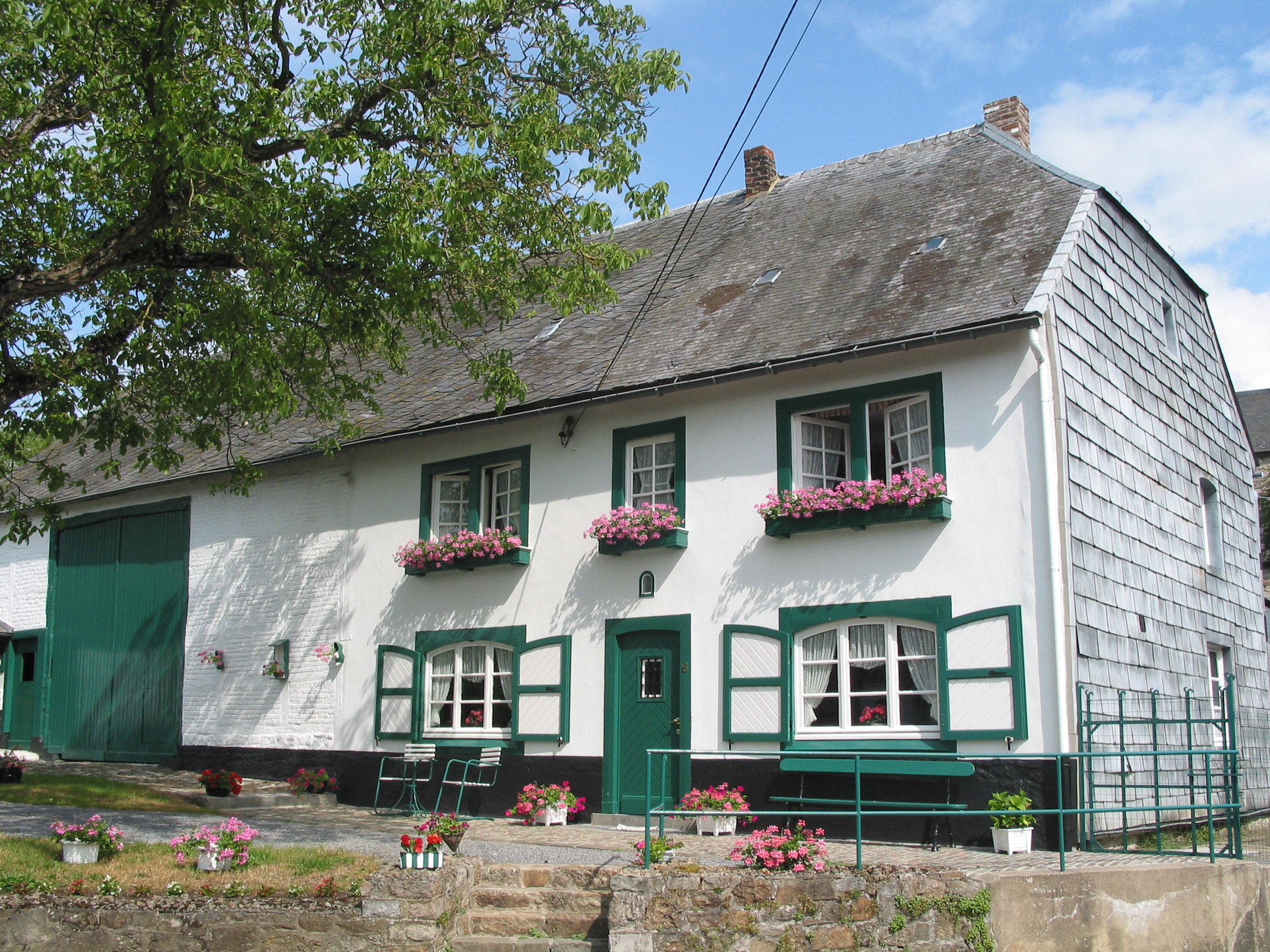
Rue des Dolmens, 6.
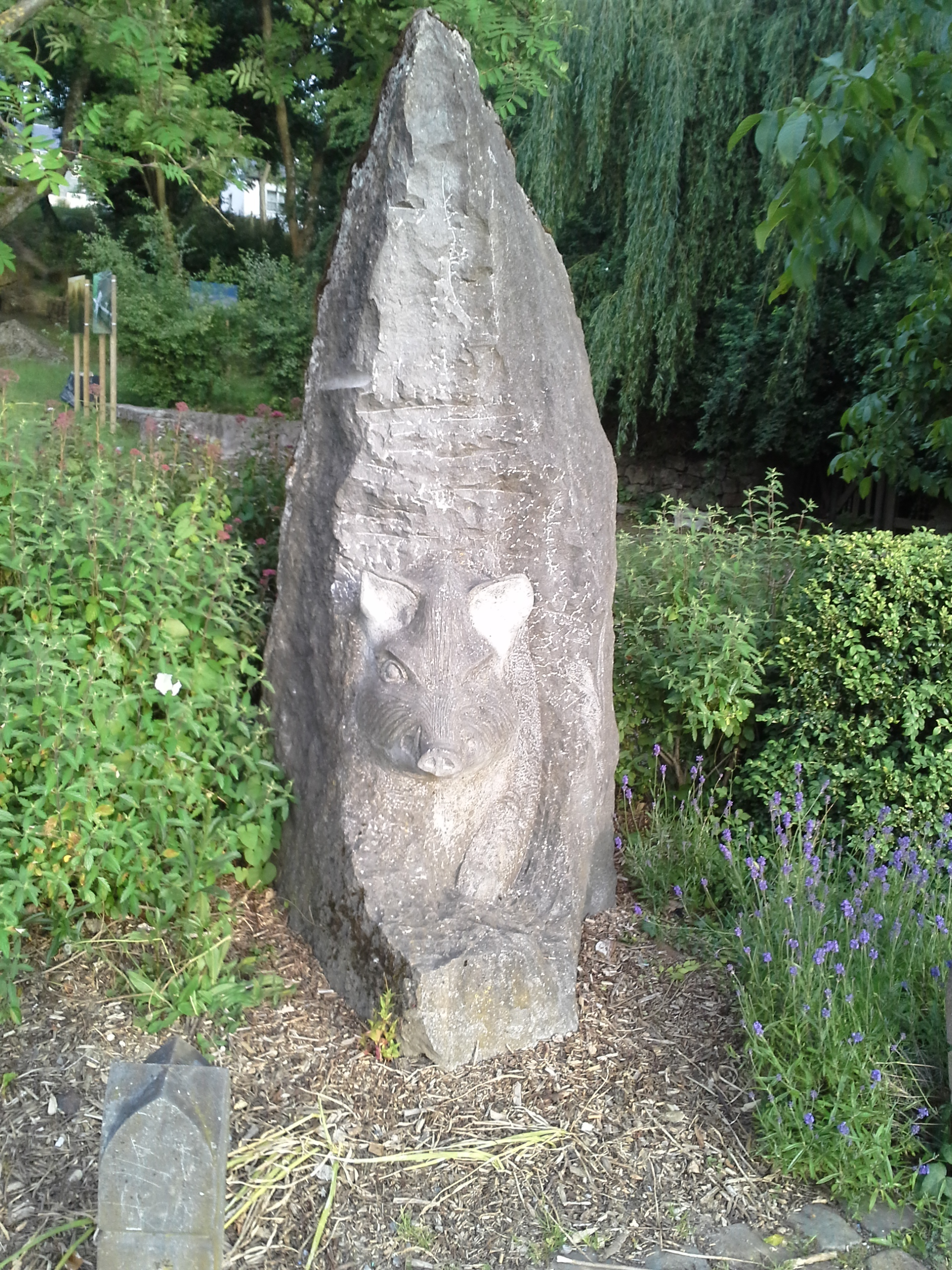
Sanglier.
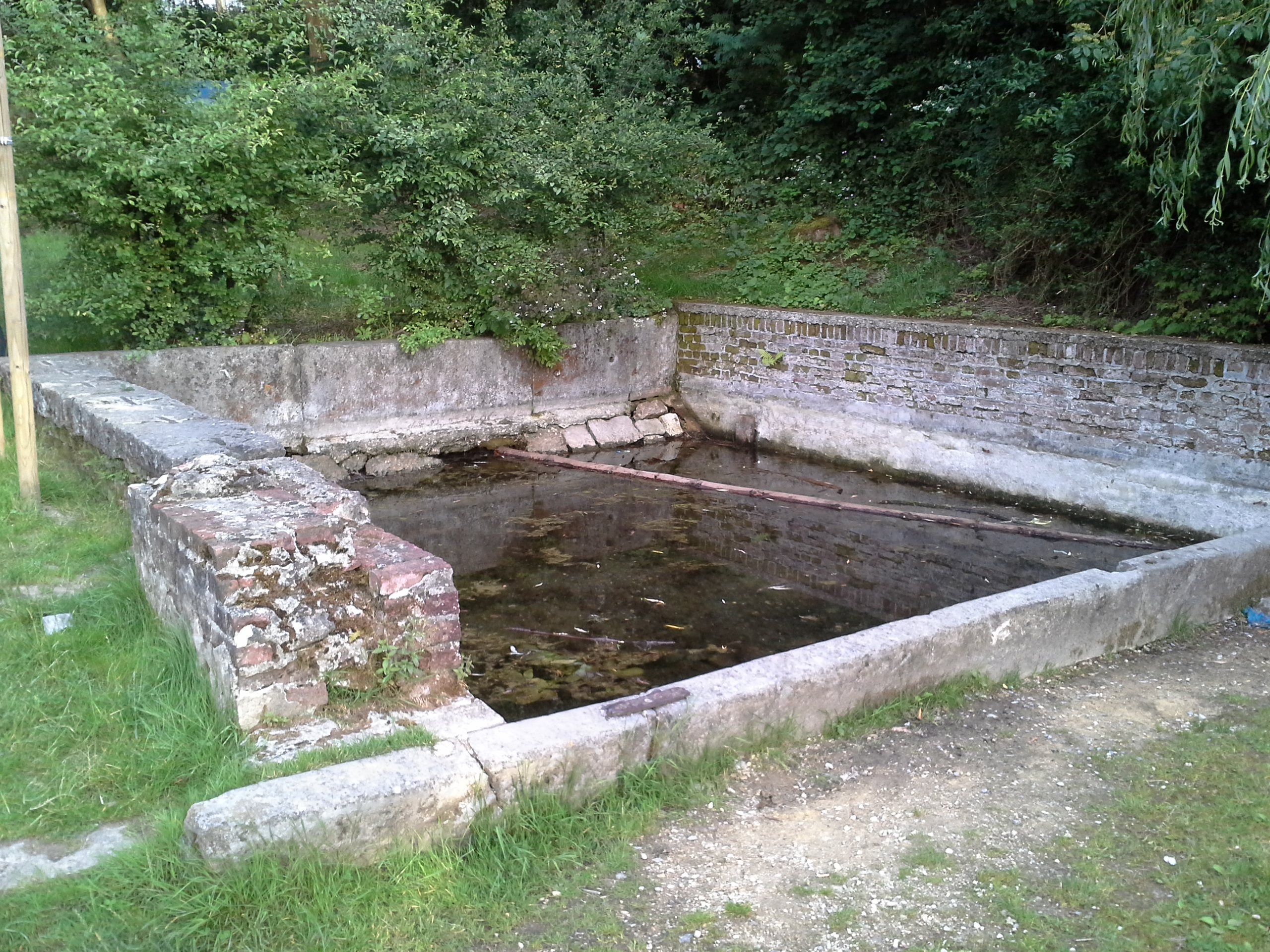
Abreuvoir.
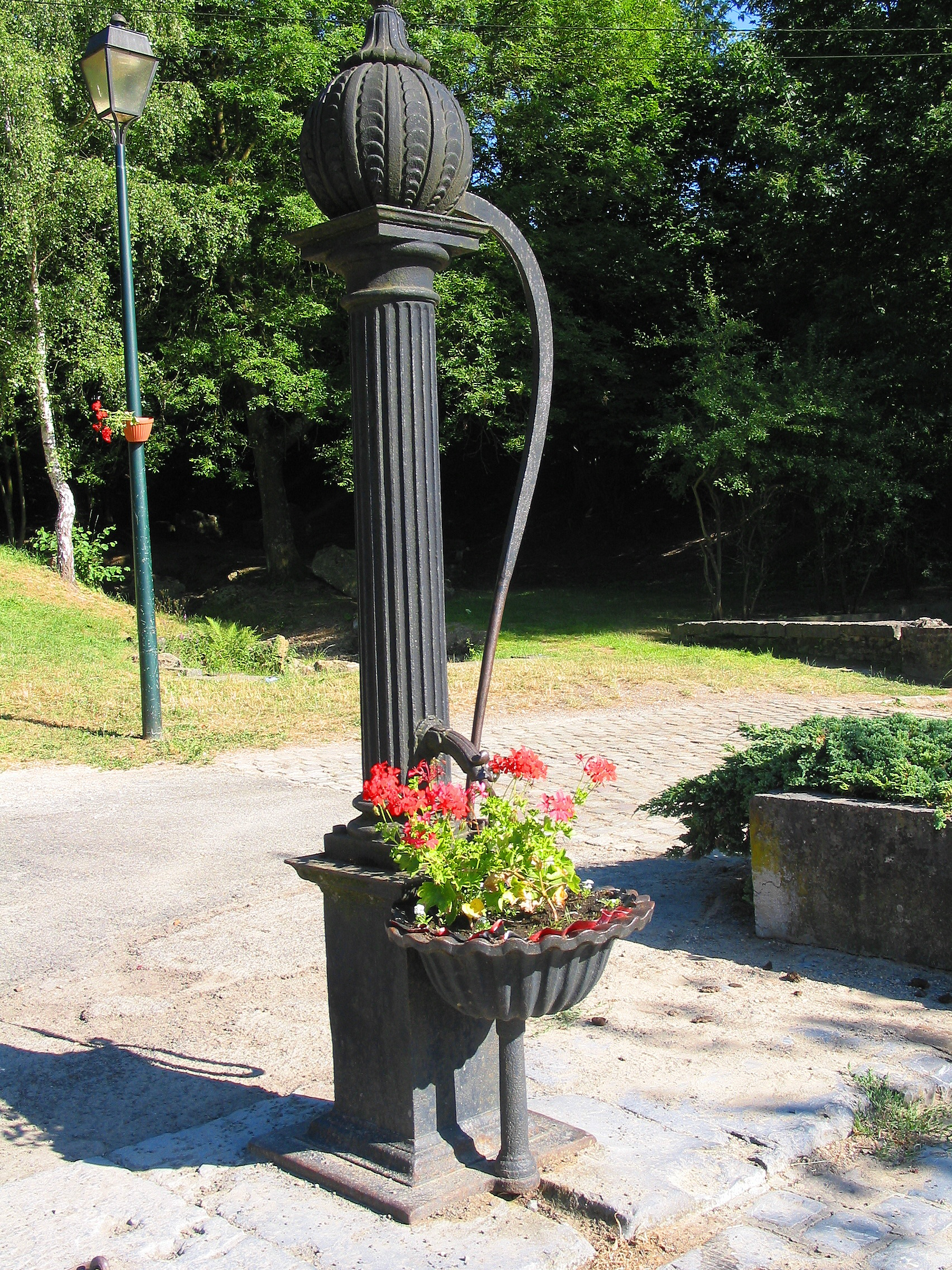
Pompe à eau.
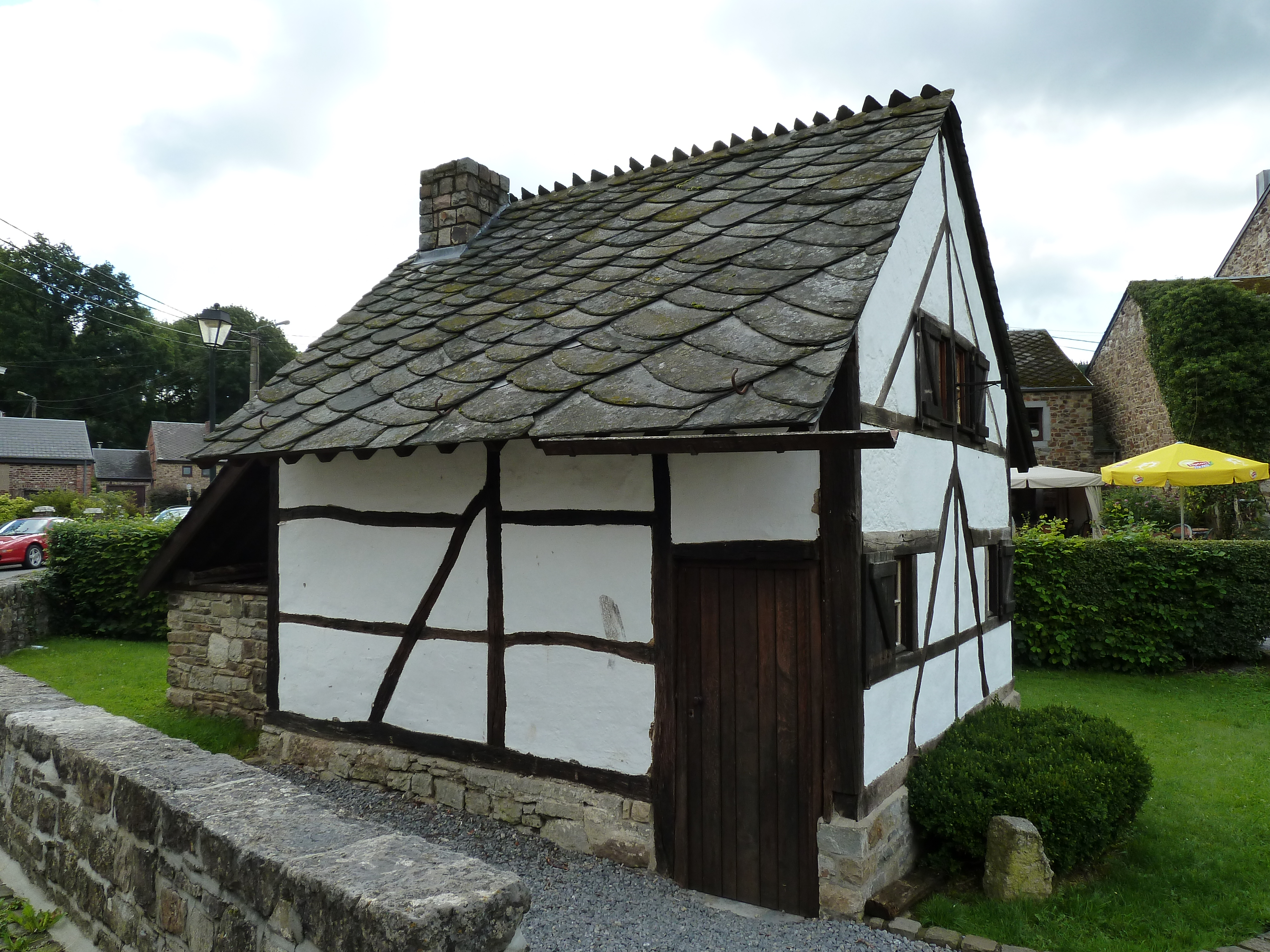
Fournil.